# Lijst van patriarchen van Venetië

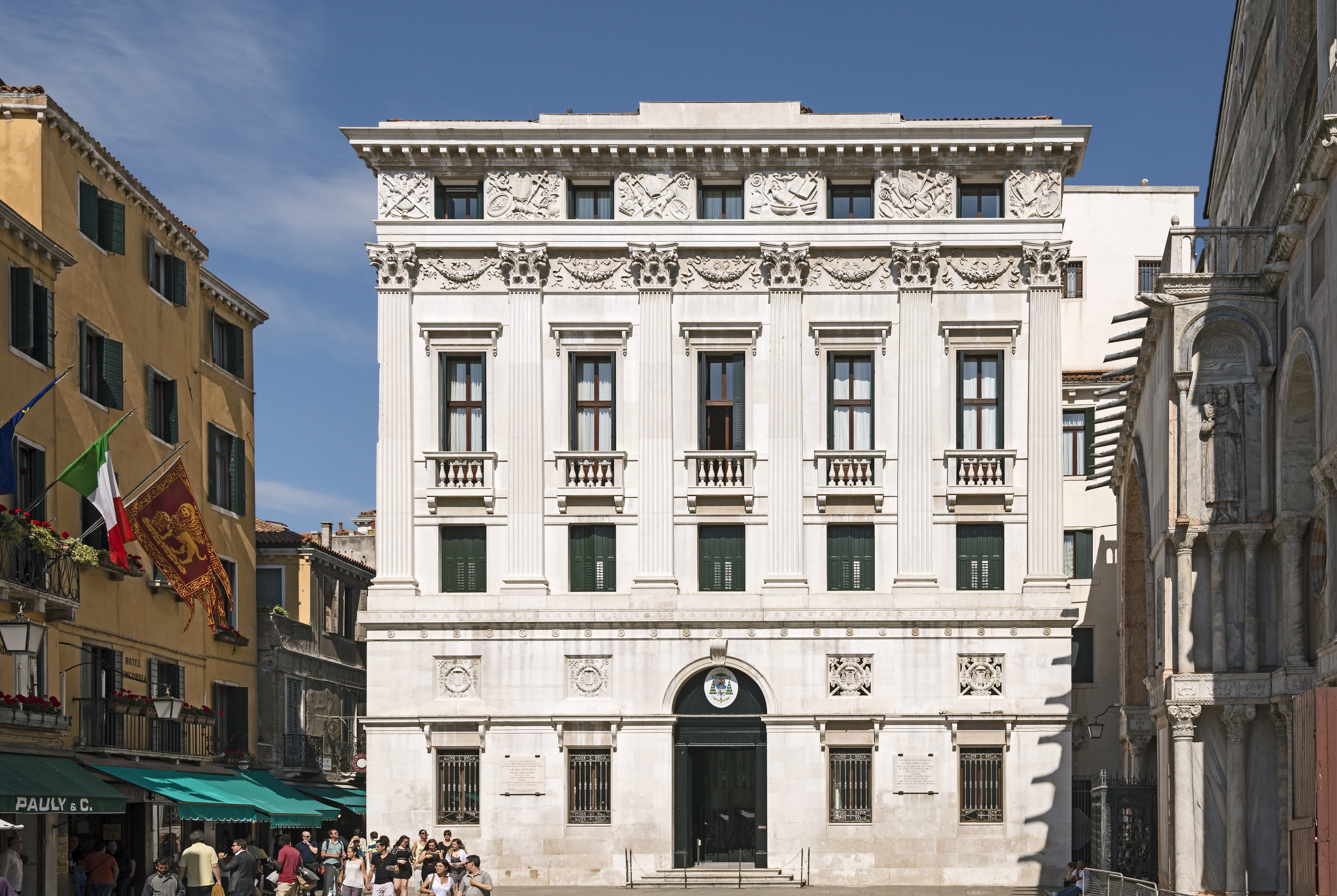
Zetel van het patriarchaat in Venetië

Dit is een lijst van patriarchen van Venetië.
| Periode | Periode | Patriarch                           |
| ------- | ------- | ----------------------------------- |
| 1451    | 1456    | Lorenzo Giustiniani                 |
| ?       | 1466    | Giovanni Barozzi                    |
| 1466    | 1492    | Maffeo Gherardi                     |
| 1495    | ?       | Thomas Donatus                      |
| ?       | 1524    | Marco Cornaro                       |
| 1524    | 1554    | Gerolamo Querini                    |
| 1554    | 1555    | Pietro Francesco Contarini          |
| 1555    | 1559    | Vincenzo Diedo                      |
| 1559    | 1591    | Giovanni Trevisan                   |
| 1591    | 1600    | Lorenzo Priuli                      |
| 1600    | 1608    | Matteo Zane                         |
| 1608    | 1616    | Francesco Vendramin                 |
| 1619    | 1630    | Giovanni Tiepolo                    |
| 1630    | 1644    | Federico Corner                     |
| 1644    | 1677    | Gianfranco Morosini                 |
| 1678    | 1688    | Alvise Sagredo                      |
| 1688    | 1714    | Gianalberto Badoaro                 |
| 1714    | 1725    | Pietro Barbarigo                    |
| 1725    | 1734    | Marco Gradenigo                     |
| 1734    | 1741    | Francesco Antonio Correr            |
| 1741    | 1758    | Aloysius Foscari                    |
| 1758    | 1775    | Giovanni Bragadin                   |
| 1776    | 1800    | Fridericus Maria Giovanelli         |
| 1801    | 1804    | Ludovico Flangini Giovanelli        |
| 1804    | 1807    | sedisvacatie                        |
| 1807    | 1808    | Nicola Saverio Gamboni              |
| 1808    | 1811    | sedisvacatie                        |
| 1811    | 1813    | Stefano Bonsignore (tegenpatriarch) |
| 1813    | 1816    | sedisvacatie                        |
| 1816    | 1819    | Francesco Milesi                    |
| 1820    | 1826    | Ján Krstitel Ladislav Pyrker        |
| 1827    | 1851    | Giacomo Monico                      |
| 1852    | 1857    | Pietro Aurelio Mutti                |
| 1858    | 1861    | Angelo Ramazzotti                   |
| 1862    | 1877    | Giuseppe Luigi Trevisanato          |
| 1877    | 1891    | Domenico Agostini                   |
| 1896    | 1903    | Giuseppe Melchiorre Sarto           |
| 1904    | 1914    | Aristide Cavallari                  |
| 1915    | 1935    | Pietro La Fontaine                  |
| 1936    | 1948    | Adeodato Giovanni Piazza            |
| 1949    | 1952    | Carlo Agostini                      |
| 1953    | 1958    | Angelo Giuseppe Roncalli            |
| 1958    | 1969    | Giovanni Urbani                     |
| 1970    | 1978    | Albino Luciani                      |
| 1979    | 2002    | Marco Cé                            |
| 2002    | 2011    | Angelo Scola                        |
| 2012    | heden   | Francesco Moraglia                  |

Lorenzo Giustiniani · Giovanni Barozzi · Maffeo Gherardi · Thomas Donatus · Marco Cornaro · Gerolamo Querini · Pietro Francesco Contarini · Vincenzo Diedo · Giovanni Trevisan · Lorenzo Priuli · Matteo Zane · Francesco Vendramin · Giovanni Tiepolo · Federico Corner · Gianfranco Morosini · Alvise Sagredo · Gianalberto Badoaro · Pietro Barbarigo · Marco Gradenigo · Francesco Antonio Correr · Aloysius Foscari · Giovanni Bragadin · Fridericus Maria Giovanelli · Ludovico Flangini Giovanelli · Nicola Saverio Gamboni · Francesco Milesi · Ján Krstitel Ladislav Pyrker · Giacomo Monico · Pietro Aurelio Mutti · Angelo Ramazzotti · Giuseppe Luigi Trevisanato · Domenico Agostini · Giuseppe Melchiorre Sarto · Aristide Cavallari · Pietro La Fontaine · Adeodato Giovanni Piazza · Carlo Agostini · Angelo Giuseppe Roncalli · Giovanni Urbani · Albino Luciani · Marco Cé · Angelo Scola · Francesco Moraglia